# Culbersonia nubila
Culbersonia nubila är en lavart som först beskrevs av Moberg, och fick sitt nu gällande namn av Essl. Culbersonia nubila ingår i släktet Culbersonia och familjen Physciaceae.   Inga underarter finns listade i Catalogue of Life.